# Jens Lambæk
Jens Vedersø Stamp Lambæk (16 ottobre 1899 – 21 ottobre 1985) è stato un ginnasta danese.

## Palmarès

### Olimpiadi
- 1 medaglia:
  - 1 argento (Anversa 1920 nel concorso svedese a squadre)